# Raby, Merseyside
Raby är en by i unparished area Bebington, i distriktet Wirral, i grevskapet Merseyside i England. Byn är belägen 11 km från Liverpool. Raby var en civil parish 1866–1974. Civil parish hade 308 invånare år 1951. Byn nämndes i Domedagsboken (Domesday Book) år 1086, och kallades då Rabie.